# Abraham Skorka
Abraham Skorka, né le 5 juillet 1950 à Buenos Aires, est un biophysicien, professeur de littérature biblique, rabbin et écrivain argentin. Abraham Skorka est recteur du Séminaire rabbinique latinoaméricain de Buenos Aires.

## Éléments biographiques
Abraham Skorka est d'origine polonaise, sa famille émigre en Argentine dans les années 1920.
En 1979, Abraham Skorka obtient un doctorat en chimie à l'Université de Buenos Aires. Il enseigne la littérature biblique et rabbinique au Séminaire rabbinique latinoaméricain de Buenos Aires (Seminario Rabinico Latinoamericano de Buenos Aires), dont il occupe également le rectorat. Il est professeur honoraire de droit hébraïque à l'Universidad del Salvador, Buenos Aires.
Il a publié des articles scientifiques dans le domaine de la biophysique et de nombreux articles dans le domaine de la recherche biblique et talmudique.
Abraham Skorka est le rabbin de la communauté juive Benei Tikva.

## Échanges inter-religieux
Abraham Skorka et l'archevêque de Buenos Aires, Jorge Mario Bergoglio, devenu en 2013 le pape François, ont mené une série de discussions interreligieuses sur des sujets tels que Dieu, le fondamentalisme, les athées, la mort, la Shoah, l'homosexualité et le capitalisme. Ils ont mené des dialogues en alternance au siège de l'évêque et la communauté juive Benei Tikva. Le résultat de ces échanges est partiellement repris dans un livre intitulé Sobre el Cielo y Tierra (Entre Ciel et Terre),.
En 2014, il accompagne le pape François à Jérusalem, et visite avec lui le mur des Lamentations et le mémorial de Yad Vashem.

## Honneurs
- L'Universidad Católica Argentina a décerné à Abraham Skorka décerné un doctorat honoris causa de l'occasion du 50e Anniversaire du Concile Vatican II[7],[8]

## Travaux

### Livres
- Miles de años por semana : vision actual de la lectura de la Torah. 1997
- éditeur et coauteur: Introducción al Derecho Hebreo. 2001,  (ISBN 978-9502312002)
- Hacia un mañana sin fe? 2007, Ediciones Asamblea Rabinica Latinoameriana,  (ISBN 978-9875506374)
- Jorge Mario Bergoglio, Abraham Skorka: Sobre el Cielo y la Tierra. Editorial Sudamericana, Buenos Aires 2010,  (ISBN 9789500732932)

### Audio
- „Maimonides' Laws of Giving to the Poor“, Rabbi Abraham Skorka, Rabbinical Assembly, 2000[9]

## Référence
1. ↑  Jean-Christophe Ploquin, « Abraham Skorka, le « cher frère » du pape », La Croix,‎ 6 octobre 2015 (ISSN 0242-6056, lire en ligne, consulté le 14 septembre 2021)
2. ↑  (en) « Sobre el Cielo y la Tierra - Bergoglio - Skorka - Libros », Tematika.com, 17 novembre 2010 (consulté le 14 mars 2013)
3. ↑  Arnaud Bédat, François l'Argentin. Le pape intime raconté par ses proches", Pygmalion, 2014.  (ISBN 978-2-7564-1120-0) Un chapitre entier consacré à Abraham Skorka.
4. ↑  Alice Pouyat, « Abraham Skorka : "Le Pape est une personne très entière" », Le Figaro,‎ 15 mars 2013 (lire en ligne)
5. ↑  apic, « Rome : Le rabbin argentin Abraham Skorka évoque son amitié avec le pape François », Cath-Info,‎ 12 juin 2013 (lire en ligne)
6. ↑  Laurent Zecchini, « Une visite au Proche-Orient très politique pour le pape », Le Monde.fr,‎ 22 mai 2014 (lire en ligne, consulté le 14 septembre 2021)
7. ↑  Rapport sur le prix de Docteur honoris causa de l'Université Catholique Argentine à Abraham Skorka(es)
8. ↑  « Doctorado honoris causa de la UCA para el rabino Skorka », sur com.ar, LA NACION, 22 octobre 2012 (consulté le 14 août 2020).
9. ↑  « beki.org/tapes.html »(Archive.org • Wikiwix • Archive.is • Google • Que faire ?).